# Ревзин, Исаак Иосифович
Исаа́к Ио́сифович Ре́взин (24 апреля 1923, Стамбул — 28 марта 1974, Москва) — советский лингвист, семиотик, один из основателей Тартуской школы.

## Биография
В 1945 году окончил немецкое отделение переводческого факультета МГПИИЯ. В 1945—1955 годах работал редактором, а позднее старшим редактором немецкой редакции Издательства литературы на иностранном языке.
Преподавал на кафедре перевода МГПИИЯ. С 1961 года — старший научный сотрудник Института славяноведения и балканистики АН СССР. Исследовал вопросы грамматики и фонологии славянских и германских языков в структурно-типологическом аспекте, а также проблемы семиотики и типологии и машинного перевода. Опубликовал ряд фундаментальных статей и монографий, один из пионеров математических методов в языкознании.
Умер 28 марта 1974 года. Похоронен на Долгопрудненском кладбище.

## Семья
- Брат — Григорий Иосифович Ревзин (1885—1961), писатель, член Союза писателей СССР, экономист; печатался с 1937 года, в серии Жизнь замечательных людей вышли его книги «Колумб» (1937—1947), «Риэго» (1939, 1958), «Коперник» (1949), «Ян Жижка» (1952)
- Жена — Ольга Григорьевна Ревзина (1939), лингвист, доктор филологических наук, профессор МГУ.
  - Дети — Григорий Исаакович Ревзин (род. 1964), искусствовед, архитектурный критик; Евгений Исаакович Ревзин (род. 1972), журналист и продюсер, один из основателей Росбизнесконсалтинга.[4]
- Дядя — экономист и демограф Я. С. Улицкий.